# Janmastami
Janmastami är guden Krishnas uppenbarelsedag. Det är dagen då Srí Krishna uppenbarade sig på jorden för 5000 år sedan, då han utförde allehanda övermänskliga gärningar. Mest känd av dessa handlingar var när han talade Bhagavad-Gita för sin hängivne, Arjuna.
Högtiden firas i augusti/september med sång och dans. Krishna placeras på en flotte där han smyckas och tvättas och sätts ut på floder och sjöar för att skådas.